# Aloo gosht
L'aloo gosht (en ourdou : آلو گوشت) est un curry de viande typique des cuisines pakistanaise et indienne (du nord de l'Inde). Il se compose de pommes de terre (aloo) avec de la viande (gosht), généralement d'agneau ou de mouton, cuites à l'étouffée dans une sauce de type chorba,.
Ce plat peut être servi avec du riz nature ou du pain de type roti ou paratha (sans levain) ou naan (avec levain).
Il existe différentes méthodes de cuisson de l'aloo gosht. En général, la méthode de préparation consiste à cuire des morceaux d'agneau à feu moyen, avec diverses épices, mijotés avec des pommes de terre.
On ajoute d'abord une quantité déterminée de viande d'agneau (coupée en morceaux). Puis on ajoute les tomates, avec de la cannelle, des feuilles de laurier, du gingembre, de l'ail, du piment rouge en poudre, des graines de cumin, des oignons frits, de la cardamome noire, du garam masala et de l'huile et on remue le tout.
Ensuite, les pommes de terre et le sel sont ajoutés et mélangés. On verse aussi de l'eau, à hauteur suffisante pour couvrir la viande, et le plat est chauffé jusqu'à ébullition. L'aloo gosht est alors couvert et laissé à mijoter jusqu'à ce que la viande soit tendre. Une fois prêt, il est servi chaud, éventuellement garni de coriandre hachée,.
Il s'agit d'un plat courant et apprécié chez les Pakistanais,, souvent considéré comme un aliment réconfortant,.